# Бугаца

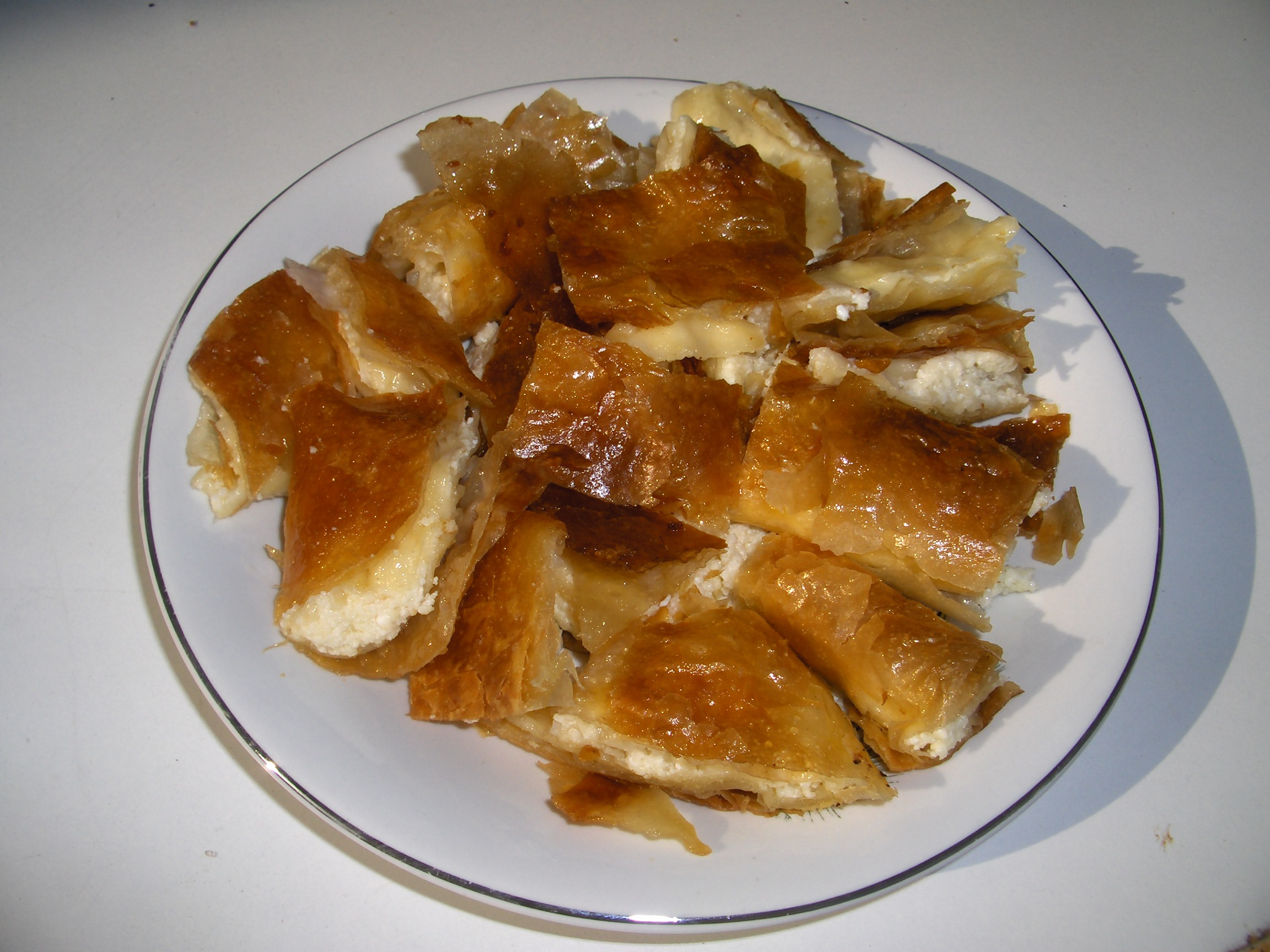
Греческая бугаца

Бугаца — распространённый в Северной Греции слоёный пирог с начинкой из заварного крема или сыра, реже — мясного фарша или шпината. Особенное распространение получила в Салониках и Серресе.
Принципом приготовления бугаца похожа на австрийский штрудель. Однако рецепт бугацы возник благодаря турецкому влиянию: прототип бугацы — турецкий пирог погача с йогуртом или сыром (у турок позаимствовано и слегка изменённое название), однако греки кладут в бугацу больше начинки. В Южной Греции подобием бугацы является пирог тиропита, который, однако же, делается из иного вида теста.
В июне 2008 года в Серресе состоялся Первый фестиваль бугацы; на июнь 2009 года запланирован Второй. Испеченная на Первом фестивале гигантская бугаца весом 182 килограмма занесена в Книгу рекордов Гиннесса.